# Aethiaratrogus yemenicus
Aethiaratrogus yemenicus är en skalbaggsart som beskrevs av Decelle 1982. Aethiaratrogus yemenicus ingår i släktet Aethiaratrogus och familjen Melolonthidae. Inga underarter finns listade i Catalogue of Life.